# Off-TV Play

Wii U GamePad (a versão 2011)

Off-TV Play é um recurso do console de oitava geração da Nintendo, o Wii U. Assim como todos os consoles de videogame, o Wii U usa um console e um controlador de jogo para manipular uma imagem na tela de uma televisão. A diferença é que o controlador, chamado Wii U GamePad, possui sua própria tela para exibição de imagens. O termo "Off-TV Play" refere a quando um jogo é jogado apenas na tela do controlador, sem o uso da televisão.

## Contexto
O Wii U foi anunciado oficialmente na E3 em junho de 2011, quando foi divulgado que o controlador de jogo contaria com uma tela sensível ao toque, similar a um tablet.  A Nintendo anunciou que o principal foco do console seria a capacidade de exibir a imagem vista na televisão através da tela do controlador, permitindo continuar o jogo caso a televisão seja utilizada para outros fins, ou caso o jogador precise se afastar da televisão. As descrições oficiais foram dadas durante a E3 de 2012; o controlador foi denominado Wii U GamePad, e o conceito de jogar através de sua tela, Off-TV Play.
Em jogos suportados, não é necessário que a televisão esteja conectada ao Wii U; o Wii U pode operar em modo Off-TV Play desde que esteja conectado a uma fonte de alimentação. Entretanto, como o processamento é realizado no console e a imagem é transmitida ao GamePad, o usuário ainda deverá estar no raio de transmissão para que o recurso funcione. Nem todos os jogos suportam Off-TV Play, visto que alguns jogos dependem conceitualmente da interação entre a tela da televisão e a do Wii U GamePad, tais como Nintendo Land e ZombiU. Além do mais, jogos do Virtual Console e do antecessor Wii em Wii Mode não são compatíveis com Off TV Play.
Em janeiro de 2013, a Nintendo anunciou que títulos Virtual Console adquiridos diretamente do Nintendo eShop incluirão a opção de utilizar Off TV Play.

## Lista de jogos compatíveis
| Angry Birds Trilogy                               | Puzzle                                            | Rovio Entertainment                                                              | Activision                             | NA, EU          | Supported[12]    |
| Armillo                                           | Action-adventure                                  | Fuzzy Wuzzy Games                                                                | Fuzzy Wuzzy Games                      | NA              | Supported[13]    |
| Assassin's Creed III                              | Action-adventure                                  | Ubisoft Quebec                                                                   | Ubisoft                                | AUS, EU, NA, JP | Supported[14]    |
| Assassin's Creed IV: Black Flag                   | Action-adventure                                  | Ubisoft Quebec                                                                   | Ubisoft                                | AUS, EU, NA, JP | Supported[15]    |
| Assault Android Cactus                            | Twin-stick Shooter                                | Witch Beam                                                                       | Witch Beam                             | Unreleased      | Supported[16]    |
| Bayonetta                                         | Action, Hack and slash                            | Platinum Games                                                                   | Nintendo                               | Unreleased      | Supported[17]    |
| Bayonetta 2                                       | Action, Hack and slash                            | Platinum Games                                                                   | Nintendo                               | Unreleased      | Supported[18]    |
| Batman: Arkham City Armored Edition               | Action-adventure                                  | WB Games Montréal                                                                | Warner Bros. Interactive               | AUS, EU, NA, JP | Supported[19]    |
| Batman: Arkham Origins                            | Action-adventure                                  | WB Games Montréal                                                                | Warner Bros. Interactive               | AUS, EU, NA, JP | Supported[20]    |
| Batman: Arkham Origins Blackgate - Deluxe Edition | Action-adventure                                  | Armature Studio                                                                  | Warner Bros. Interactive Entertainment | EU, NA          | Supported[21]    |
| Ben 10: Omniverse                                 | Action-adventure                                  | D3 Publisher                                                                     | D3 Publisher                           | AUS, EU, NA     | Supported[a][22] |
| Call of Duty: Black Ops II                        | First person shooter                              | Treyarch                                                                         | Activision                             | AUS, EU, NA, JP | Supported[23]    |
| Call of Duty: Ghosts                              | First person shooter                              | Infinity Ward                                                                    | Activision                             | AUS, EU, NA, JP | Supported[24]    |
| Castlestorm                                       | Puzzle, Strategy                                  | Zen Studios                                                                      | Zen Studios                            | AUS, EU, NA     | Supported[25]    |
| Chasing Aurora                                    | Other                                             | Broken Rules                                                                     | Broken Rules                           | AUS, EU, NA     | Supported[26]    |
| Child of Light                                    | Platforming, Role-playing                         | Ubisoft Montreal                                                                 | Ubisoft                                | AUS, EU, NA, JP | Supported[27]    |
| Cloudberry Kingdom                                | Platformer                                        | Pwnee Studios                                                                    | Ubisoft                                | AUS, EU, NA     | Supported[28]    |
| Darksiders II                                     | Action-adventure                                  | Vigil Games                                                                      | THQ                                    | AUS, NA, EU     | Supported[29]    |
| Deus Ex: Human Revolution Director's Cut          | Action role-playing,First-person shooter, Stealth | Straight Right                                                                   | Square Enix                            | AUS, EU, NA     | Supported[30]    |
| Disney Infinity                                   | Platformer,sandbox                                | Avalanche Software                                                               | Disney Interactive Studios             | AUS, EU, NA     | Supported[31]    |
| Disney's Planes                                   | Amateur flight simulation                         | Behaviour Interactive                                                            | Disney Interactive Studios             | AUS, EU, NA     | Supported[32]    |
| Donkey Kong Country: Tropical Freeze              | Platformer                                        | Retro Studios                                                                    | Nintendo                               | AUS, EU, NA, JP | Supported[33]    |
| Dr. Luigi                                         | Puzzle                                            | Nintendo SPD, Arika                                                              | Nintendo                               | NA, EU, JP      | Supported[34]    |
| Dragon Quest X                                    | MMORPG                                            | Square Enix, Armor Project                                                       | Square Enix                            | JP              | Supported[35]    |
| DuckTales: Remastered                             | Platformer                                        | Capcom,WayForward Technologies                                                   | Capcom, Disney Interactive Studios     | AUS, EU, NA     | Supported[36]    |
| Dungeons & Dragons: Chronicles of Mystara         | Beat 'em up, Action role-playing                  | Iron Galaxy Studios                                                              | Capcom                                 | NA, EU          | Supported[37]    |
| Edge                                              | Puzzle, action                                    | Two Tribes                                                                       | Two Tribes                             | AUS, EU, NA     | Supported[38]    |
| FIFA Soccer 13                                    | Sports                                            | EA Canada                                                                        | EA Sports                              | AUS, EU, NA, JP | Supported[39]    |
| Gaiabreaker                                       | Shoot 'em up                                      | Ubiquitous Entertainment                                                         | Ubiquitous Entertainment               | JP              | Supported[40]    |
| Giana Sisters: Twisted Dreams                     | Platformer                                        | Black Forest Games                                                               | Black Forest Games                     | AUS, EU         | Supported[41]    |
| Giana Sisters: Twisted Dreams                     | Platformer                                        | Black Forest Games                                                               | Black Forest Games                     | AUS, EU         | Supported[42]    |
| Guacamelee! Super Turbo Championship Edition      | Platformer, beat 'em up                           | Drinkbox Studios                                                                 | Drinkbox Studios                       | EU, NA          | Supported[43]    |
| Just Dance 4                                      | Rhythm                                            | Ubisoft Paris, Ubisoft Reflections, Ubisoft Romania, Ubisoft Pune, Ubisoft Milan | Ubisoft                                | AUS, EU, NA     | Supported[44]    |
| Lego Batman 2: DC Super Heroes                    | Action-adventure                                  | Traveller's Tales                                                                | Warner Bros. Interactive               | AUS, EU, NA     | Supported[45]    |
| Lego Marvel Super Heroes                          | Action-adventure                                  | Traveller's Tales                                                                | Warner Bros. Interactive               | AUS, EU, NA     | Supported[46]    |
| Little Inferno                                    | Puzzle                                            | Tomorrow Corporation                                                             | Tomorrow Corporation                   | AUS, EU, NA     | Supported[47]    |
| Madden NFL 13                                     | Sports                                            | EA Tiburon                                                                       | EA Sports                              | NA              | Supported[b][48] |
| Mario Kart 8                                      | Racing                                            | Nintendo EAD Group No. 1                                                         | Nintendo                               | AUS, EU, NA, JP | Supported[49]    |
| Mass Effect 3                                     | Action role-playing                               | Straight Right                                                                   | Electronic Arts                        | AUS, EU, NA, JP | Supported[50]    |
| Mighty Switch Force!: Hyper Drive Edition         | Platformer                                        | WayForward Technologies                                                          | WayForward Technologies                | AUS, EU, NA     | Supported[26]    |
| Mighty Switch Force! 2                            | Platformer                                        | WayForward Technologies                                                          | WayForward Technologies                | AUS, EU, NA     | Supported[51]    |
| Monster Hunter 3 Ultimate                         | Action role-playing                               | Capcom Production Studio 1, Eighting                                             | Capcom                                 | AUS, EU, NA, JP | Supported[c][52] |
| Mutant Mudds Deluxe                               | Run and gun,Platformer                            | Renegade Kid                                                                     | Renegade Kid                           | NA              | Supported[53]    |
| Nano Assault Neo                                  | Shooter                                           | Shin'en Multimedia                                                               | Shin'en Multimedia                     | AUS, EU, NA, JP | Supported[26]    |
| NBA 2K13                                          | Sports                                            | 2K Sports                                                                        | 2K Sports                              | AUS, EU, NA     | Supported[54]    |
| Need for Speed: Most Wanted U                     | Racing                                            | Criterion Games                                                                  | Electronic Arts                        | AUS, EU, NA, JP | Supported[55]    |
| NES Remix                                         | Arcade compilation                                | indieszero                                                                       | Nintendo                               | AUS, EU, NA, JP | Supported[56]    |
| New Super Mario Bros. U and New Super Luigi U     | Platformer                                        | Nintendo EAD Group No. 4                                                         | Nintendo                               | AUS, EU, NA, JP | Supported[d][57] |
| Ninja Gaiden 3: Razor's Edge                      | Action-adventure,hack-and-slash                   | Team Ninja                                                                       | Nintendo                               | AUS, EU, NA, JP | Supported[58]    |
| Pac-Man and the Ghostly Adventures                | Platformer                                        | Monkey Bar Games                                                                 | Bandai Namco Games                     | AUS, EU, NA     | Supported[59]    |
| Pier Solar HD                                     | Role-playing                                      | WaterMelon                                                                       | WaterMelon                             | Unreleased      | Supported[60]    |
| Pikmin 3                                          | Real-time strategy                                | Nintendo EAD Group No. 4                                                         | Nintendo                               | AUS, EU, NA, JP | Supported[61]    |
| Ping 1.5+                                         | Puzzle                                            | Nami Tentou Mushi                                                                | Nami Tentou Mushi                      | Unreleased      | Supported[62]    |
| Pokémon Rumble U                                  | Action role-playing                               | Ambrella                                                                         | Nintendo                               | AUS, EU, NA, JP | Supported[63]    |
| Project CARS                                      | Racing                                            | Slightly Mad Studios                                                             | Slightly Mad Studios                   | Unreleased      | Supported[64]    |
| Puddle                                            | Puzzle                                            | Neko Entertainment                                                               | Neko Entertainment                     | AUS, EU, NA     | Supported[65]    |
| Pushmo World                                      | Puzzle                                            | Intelligent Systems                                                              | Nintendo                               | AUS, EU, NA, JP | Supported[66]    |
| Rayman Legends                                    | Platformer                                        | Ubisoft Montpellier                                                              | Ubisoft                                | AUS, EU, NA, JP | Supported[67]    |
| Resident Evil: Revelations                        | Survival horror                                   | Capcom, Tose                                                                     | Capcom                                 | AUS, EU, NA, JP | Supported[68]    |
| Rush                                              | Puzzle                                            | Two Tribes                                                                       | Two Tribes                             | AUS, EU, NA     | Supported[69]    |
| Scribblenauts Unlimited                           | Puzzle                                            | 5th Cell                                                                         | Warner Bros. Interactive               | AUS, EU, NA     | Supported[70]    |
| Scribblenauts Unmasked: A DC Comics Adventure     | Puzzle                                            | 5th Cell                                                                         | Warner Bros. Interactive               | AUS, EU, NA     | Supported[71]    |
| Shovel Knight                                     | Platformer                                        | Yacht Club Games                                                                 | Yacht Club Games                       | Unreleased      | Supported[72]    |
| Skylanders: Giants                                | Platformer                                        | Vicarious Visions                                                                | Activision                             | AUS, EU, NA     | Supported[73]    |
| Skylanders: Spyro's Adventure                     | Platformer                                        | Toys for Bob                                                                     | Activision                             | JP              | Supported[74]    |
| Sniper Elite V2                                   | Tactical shooter                                  | Rebellion Developments                                                           | 505 Games                              | AUS, EU, NA, JP | Supported[75]    |
| Sonic & All-Stars Racing Transformed              | Racing                                            | Sumo Digital                                                                     | Sega                                   | AUS, EU, NA, JP | Supported[76]    |
| Sonic Boom: Rise of Lyric                         | Action-adventure                                  | Big Red Button Entertainment                                                     | Sega                                   | Unreleased      | Supported[77]    |
| Sonic Lost World                                  | Platformer                                        | Sonic Team                                                                       | Sega, Nintendo                         | AUS, EU, NA, JP | Supported[78]    |
| Super Mario 3D World                              | Platformer                                        | Nintendo EAD Tokyo                                                               | Nintendo                               | AUS, EU, NA, JP | Supported[79]    |
| Tekken Tag Tournament 2: Wii U Edition            | Fighting                                          | Namco Bandai                                                                     | Namco Bandai                           | AUS, EU, NA, JP | Supported[80]    |
| The Amazing Spider-Man: Ultimate Edition          | Action-adventure                                  | Beenox                                                                           | Activision                             | NA, EU          | Supported[81]    |
| The Legend of Zelda: The Wind Waker HD            | Action-adventure                                  | Nintendo EAD Group No. 3                                                         | Nintendo                               | AUS, EU, NA, JP | Supported[82]    |
| The Lego Movie Videogame                          | Action-adventure                                  | TT Games, TT Fusion                                                              | Warner Bros. Interactive               | AUS, EU, NA     | Supported[83]    |
| The Wonderful 101                                 | Action                                            | Platinum Games                                                                   | Nintendo                               | AUS, EU, NA, JP | Supported[84]    |
| Toki Tori                                         | Puzzle                                            | Two Tribes                                                                       | Two Tribes                             | AUS, EU, NA     | Supported[69]    |
| Toki Tori 2+                                      | Puzzle                                            | Two Tribes                                                                       | Two Tribes                             | AUS, EU, NA     | Supported[26]    |
| Tom Clancy's Splinter Cell: Blacklist             | Stealth, action-adventure                         | Ubisoft Shanghai                                                                 | Ubisoft                                | AUS, EU, NA, JP | Supported[85]    |
| Trine 2: Director's Cut                           | Puzzle                                            | Frozenbyte                                                                       | Frozenbyte                             | AUS, EU, NA     | Supported[26]    |
| Unepic                                            | Platformer, Role-playing                          | Francisco Téllez de Meneses                                                      | EnjoyUp Games                          | EU, NA          | Supported[86]    |
| Watch Dogs                                        | Action-adventure                                  | Ubisoft Bucharest                                                                | Ubisoft                                | Unreleased      | Supported[87]    |
| Wii Fit U                                         | Fitness                                           | Nintendo EAD Group No. 5, Ganbarion                                              | Nintendo                               | AUS, EU, NA, JP | Supported[e][88] |
| Wooden Sen’SeY                                    | Platformer                                        | Upper Byte                                                                       | Neko Entertainment                     | Unreleased      | Supported[89]    |
| Yakuza 1 & 2 HD Collection                        | Action-adventure                                  | Sega                                                                             | Sega                                   | JP              | Supported[90]    |
| Zen Pinball 2                                     | Pinball                                           | Zen Studios                                                                      | Zen Studios                            | AUS, EU, NA     | Supported[91     |

|-
|Assassin's Creed III
|align=center|Ação-aventura
|align=center|Ubisoft Montreal
|align=center|Ubisoft
|align=center|EU, NA
|align=center|Recurso suportado
|-
|Batman: Arkham City Armored Edition
|align=center|Ação-aventura
|align=center|Rocksteady
|align=center|Warner Bros. Interactive Entertainment
|align=center|EU, NA
|align=center|Recurso suportado
|-
|Call of Duty: Black Ops II
|align=center|Tiro em primeira pessoa
|align=center|Treyarch
|align=center|Activision
|align=center|AUS, EU, NA
|align=center|Recurso suportado
|-
|Darksiders II
|align=center|Ação-aventura
|align=center|Vigil Games
|align=center|THQ
|align=center|AUS, NA, EU
|align=center|Recurso suportado
|-
|FIFA 13
|align=center|Esporte
|align=center|EA Canada
|align=center|Electronic Arts
|align=center|AUS, EU, NA
|align=center|Recurso suportado
|-
|Little Inferno
|align=center|Quebra-cabeça
|align=center|Tomorrow Corporation
|align=center|Tomorrow Corporation
|align=center|EU, NA
|align=center|Recurso suportado
|-
|Madden NFL 13
|align=center|Esporte
|align=center|EA Tiburon
|align=center|Electronic Arts
|align=center|NA
|align=center|Recurso suportado, mas não pode ser ativado durante partida
|-
|Mass Effect 3
|align=center|RPG
|align=center|Bioware
|align=center|Electronic Arts
|align=center|AUS, EU, NA
|align=center|Recurso suportado
|-
|NBA 2K13
|align=center|Esporte
|align=center|2K Sports
|align=center|2K Sports
|align=center|NA
|align=center|Recurso suportado
|-
|Need for Speed: Most Wanted
|align=center|Corrida
|align=center|Electronic Arts
|align=center|Electronic Arts
|align=center|AUS, EU, JP, NA
|align=center|Recurso suportado
|-
|New Super Mario Bros. U
|align=center|Plataforma
|align=center|Nintendo
|align=center|Nintendo
|align=center|AUS, EU, JP, NA
|align=center|Recurso suportado em modo para um jogador, com funcionalidade limitada para multiplayer; não controla um personagem na tela, e pode usar a tela sensível ao toque somente para posicionar itens
|-
|Sonic & All-Stars Racing Transformed
|align=center|Corrida
|align=center|Sumo Digital
|align=center|Sega
|align=center|AUS, EU, NA
|align=center|Recurso suportado
|-
|Tekken Tag Tournament 2: Wii U Edition
|align=center|Luta
|align=center|Namco Bandai
|align=center|Namco Bandai
|align=center|AUS, EU, NA
|align=center|Recurso suportado
|-
|Rayman Legends
|align=center|Plataforma
|align=center|Ubisoft Montreal, Ubi Art
|align=center|Ubisoft
|align=center|AUS, EU, NA, AL, JP
|align=center|Recurso suportado
|-
|The Legend of Zelda: The Wind Waker
|align=center|Ação-aventura
|align=center|Nintendo
|align=center|Nintendo
|align=center|EU, JP, NA
|align=center|Recurso suportado
|}

## Recepção
O conceito recebeu críticas em maior parte positivas. CNET elogiou o recurso como algo "no mínimo fantástico (...) pois evita o monopólio da TV durante o jogo — algo que uma pessoa que não vive só pode apreciar. Para as residências em que a TV principal vive em constante demanda, o recurso vem como uma benção." Porém, uma grande preocupação é que esse recurso não é obrigatório, o que significa que as desenvolvedoras podem optar por não disponibilizá-lo em seus jogos; logo, na teoria, o recurso pode se tornar obsoleto. Kotaku também o elogiou, dizendo ser um bom recurso para os que gostam de se "multiatarefar", pois libera a televisão para outros fins. Techspot o descreveu "um luxo que poucos queriam, mas que acabou sendo algo maravilhoso de se ter", embora tenha dito também que o fato de o recurso se ativar automaticamente ao desligar a televisão pode surpreender ou confundir novos usuários. Destructoid o elogiou por ser exatamente o mesmo que jogar na televisão, só que "com portabilidade limitada sem custo adicional. Difícil achar defeito nisso." GamesRadar elogiou o recurso por ser perfeito ao ávido telespectador, mas criticou o modo de não haver um padrão para ativá-lo, tal como um botão próprio. A IGN declarou em sua análise do Wii U que, com respeito à experiência single player, preferiria que o jogo todo pudesse ser transferido ao GamePad em vez de utiliza-lo junto à televisão.
Alguns críticos comentaram sua qualidade superior de imagem durante Off-TV Play, enquanto outros demonstraram preocupação devido ao tamanho pequeno da tela, o que torna difícil enxergar pequenos detalhes na imagem.